# Сильвестр (Братановский)
Архиепи́скоп Сильве́стр (в миру Алекса́ндр Алексе́евич Братано́вский; 21 августа (2 сентября) 1871, село Воскресенское на Обноре, Любимский уезд, Ярославская губерния — 29 сентября 1932, Москва) — епископ Русской православной церкви, архиепископ Калужский и Боровский.

## Биография
Родился 21 августа (2 сентября) 1871 года в семье священника села Воскресенское на Обноре Любимского уезда Ярославской губернии. В 1891 году окончил Вологодскую гимназию. В 1896 году окончил юридический факультет Санкт Петербургского университета и поступил в Московскую духовную академию.
В 1898 году пострижен в монашество с именем Сильвестр. В 1900 году рукоположён во иеромонаха. В том же году окончил духовную академию со степенью кандидата богословия и назначен смотрителем Мстиславского духовного училища.
В 1901 году инспектор Кутаисской духовной семинарии. С 1902 года — ректор той же семинарии в сане архимандрита. На посту ректора отличался особой деспотичностью. Во время его руководства в семинарии усилились выступления студентов, многие потеряли веру, став атеистами. Архимандрит Сильвестр отчислял непокорных учеников либо лишал их стипендии. 1 февраля 1904 года несколько студентов разгромили семинарскую домовую церковь, осквернили иконы. Было проведено расследование, святотатцев отчислили, однако инцидент стал поводом для закрытия семинарии. В мае 1904 года император Николай II подписал соответствующий указ; семинария закрылась 14 июня 1904 года.
В 1904 году назначен ректором Смоленской духовной семинарии.
С 1906 года — настоятель Владимира монастыря в Херсонесе Таврическом.
В 1907 году назначен настоятелем Андрониковского монастыря в Москве.
4 (17) апреля 1910 года в Троицком соборе Александро-Невской лавры хиротонисан во епископа Рыбинского, викария Ярославской епархии. Чин хиротонии совершали: митрополит Санкт-Петербургский Антоний (Вадковский), митрополит Киевский Флавиан (Городецкий), архиепископ Литовский Никандр (Молчанов), архиепископ Ярославский Тихон (Беллавин) и другие епископы.
7 (20) апреля 1913 года в зале Земской Губернской управы Ярославля в рамках религиозно-нравственных чтений от Братства св. Димитрия, Ростовского чудотворца, прочитал лекцию «Трагизм толстовства в религиозных исканиях». Тезисы лекции были опубликованы в Ярославских епархиальных ведомостях.
6 мая 1913 года, в честь дня рождения императора, сопричислен к ордену св. Владимира 3-й степени.
В день объявления о начале I мировой войны в Ярославле при огромном стечении народа отслужил с архиепископом Агафангелом (Преображенским) и епархиальным духовенством молебен на Соборной площади перед образом Спаса Нерукотворного. Множество верующих молились на коленях.
С 30 апреля (13 мая) 1915 назначен епископом Севастопольским, викарием Таврической епархии. 6 (19) марта 1917 года по приказу прибывшего в Севастополь командующего флотом в Севастополе адмирала А. В. Колчака на Нахимовской площади прошёл парад морских частей и войск гарнизона совместно с учащимися города. Перед парадом отслужил молебен с многолетием «Богохранимой державе Российской», «народному правительству», верховному главнокомандующему и всему российскому воинству.
9 мая года в Севастополе почти всё население города собралось к набережной поклониться жертвам «старого режима». Вдоль улиц строем стояли войска со знамёнами своих частей, красными и траурными флагами. Среди масс народа на Графской пристани останки расстрелянных моряков встречало всё духовенство города во главе с епископом Севастопольским Сильвестром.
С 9 (22) октября 1917 — епископ Верейский, викарий Московской епархии. С мая 1920 года — епископ Пермский.
22 августа 1922 года на собрании пермского духовенства признал обновленческое Высшее церковное управление. В ноябре того же года возведён в сан архиепископа.
22 декабря 1922 года арестован за сопротивление изъятию церковных ценностей. 7 апреля 1923 года постановлением Пермского губернского суда приговорён к трём годам тюремного заключения условно.
19 июля 1923 года назначен архиепископом Серпуховским, викарием Московской обновленческой епархии.
Принёс покаяние патриарху Тихону, и 9 октября 1923 года патриархом Тихоном был назначен епископ Вологодским, однако из-за противодействия властей не имел возможности жить в Вологде и управлять епархией. В 1924 году он был арестован. С 1924 по 1927 год находился в ссылке в Ярославскую губернию.
12 апреля 1925 года подписал акт о передаче высшей церковной власти митрополиту Крутицкому Петру (Полянскому). 1 февраля 1926 года патриарший местоблюститель митрополит Петр (Полянский) определил: «в интересах мира и единения церковного признаём полезным временно, до выяснения нашего дела, поручить исполнение обязанностей патриаршего местоблюстителя коллегии из трёх архипастырей: Николая, архиепископа Владимирского, Димитрия, архиеп. Томского, и Григория, архиеп. Екатеринбургского». При этом он отметил, что «означенная коллегия, по соглашению с властями, пользуется правом пригласить для совместной работы потребное количество других архипастырей», предложив со своей стороны архиепископа Сильвестра и ещё двух епископов. С 18 мая 1927 года — постоянный член временного патриаршего Священного синода при заместителе патриаршего местоблюстителя митрополите Сергии (Страгородском). Подписал Декларацию от 29 июля 1927 года.
С 1 января 1929 года — архиепископ Калужский и Боровский. На время его епископства пришлось усиление гонений на Церковь со стороны властей: в 1930 году был разрушен Крестовский монастырь в Калуге, 29 августа 1930 года был сослан викарий Калужской епархии, епископ Стефан (Виноградов). Всего за 1929—1930 годы были сосланы или расстреляны 84 священнослужителя, 18 церковнослужителей, 5 церковных старост, 8 монахинь Шамординской обители, 14 монахинь Дугнинской обители «Отрада и утешение», 4 монахини Казанского Боголюбивого монастыря, 2 монахини Троицкого Тарусского монастыря, 4 Оптинских монаха.
Скончался 29 сентября 1932 года в Москве. Отпет в храме Святой мученицы Ирины митрополитом Сергием (Страгородским) в сослужении пятнадцати иерархов. Погребён на Семёновском кладбище в Москве.

## Сочинения
- «Есть ли какие-либо бесспорные основания для передачи бракоразводного процесса из ведения церкви гражданскому суду, и возможные следствия этой передачи» (Харьков, 1903);
- Современные искатели полной свободы совести пред судом православной церкви и государства: (опыт критического решения этого вопроса). — Харьков : Тип. Губернского правления, 1903. — 22 с.
- Где истинная интеллигенция?. — Санкт-Петербург : Тип. М. Меркушева, 1904. — 14 с.
- «Речь при наречении его во епископа Рыбинского, второго викария Ярославской епархии» // Церковные Ведомости. — 1910. — № 14. — С. 77.
- «Рапорт викария Таврической епархии епископа Севастопольского Сильвестра (Братановского)». 25 мая 1917 г. // Документы Священного Собора Православной Российской Церкви 1917—1918 гг. (в 2-х книгах) Том 1, сост. Кривошеева Н. А.